# Paul Muni
Paul Muni, rodným jménem Mešilem Meier Weisenfreund (22. září 1895 – 25. srpna 1967) byl americký herec narozený v židovské rodině v Rakousko-Uhersku na území dnešní Ukrajiny. Jeho rodina emigrovala do USA roku 1902, když mu bylo sedm let.

## Život
Odmala hrál v newyorském Yiddish theatre. Roku 1926 začal hrát na Broadwayi. Tam si ho roku 1929 vyhlédla společnost Fox a nabídla mu první roli v Hollywoodu. Roku 1932 získal exkluzivní smlouvu u Warner Brothers. Brzy se stal jednou z největších hollywoodských hvězd 30. let 20. století.
Roku 1936 získal Oscara za mužský herecký výkon v hlavní roli v životopisném filmu The Story of Louis Pasteur, kde ztvárnil francouzského biologa Louise Pasteura. Na Oscara byl však nominován ještě pětkrát. Roku 1929 (The Valiant), 1932 (I Am a Fugitive from a Chain Gang), 1935 (Black Fury), 1937 (The Life of Emile Zola) a roku 1959 (The Last Angry Man).
Po druhé světové válce se vrátil do New Yorku a soustředil se na divadlo. Za roli právníka Henry Drummonda ve hře Inherit the Wind získal cenu Tony.
Byl znám svou mimořádnou plachostí na veřejnosti.